# Comuna Voloiac, Mehedinți
Voloiac este o comună în județul Mehedinți, Oltenia, România, formată din satele Cotoroaia, Lac, Ruptura, Sperlești, Țițirigi, Valea Bună, Voloiac (reședința) și Voloicel.

## Demografie
Componența etnică a comunei Voloiac
     Români (84,72%)
     Alte etnii (0%)
     Necunoscută (15,28%)
Componența confesională a comunei Voloiac
     Ortodocși (83,94%)
     Alte religii (0,63%)
     Necunoscută (15,42%)
Conform recensământului efectuat în 2021, populația comunei Voloiac se ridică la 1.420 de locuitori, în scădere față de recensământul anterior din 2011, când fuseseră înregistrați 1.694 de locuitori. Majoritatea locuitorilor sunt români (84,72%), iar pentru 15,28% nu se cunoaște apartenența etnică. Din punct de vedere confesional, majoritatea locuitorilor sunt ortodocși (83,94%), iar pentru 15,42% nu se cunoaște apartenența confesională.

## Politică și administrație
Comuna Voloiac este administrată de un primar și un consiliu local compus din 11 consilieri. Primarul, Alexandru Ovreiu[*], de la Partidul Social Democrat, este în funcție din 2012. Începând cu alegerile locale din 2024, consiliul local are următoarea componență pe partide politice:
|  | Partid                          | Consilieri | Componența Consiliului | Componența Consiliului | Componența Consiliului | Componența Consiliului | Componența Consiliului | Componența Consiliului | Componența Consiliului | Componența Consiliului | Componența Consiliului |
|  | ------------------------------- | ---------- | ---------------------- | ---------------------- | ---------------------- | ---------------------- | ---------------------- | ---------------------- | ---------------------- | ---------------------- | ---------------------- |
|  | Partidul Social Democrat        | 9          |                        |                        |                        |                        |                        |                        |                        |                        |                        |
|  | Partidul Național Liberal       | 1          |                        |                        |                        |                        |                        |                        |                        |                        |                        |
|  | Alianța pentru Unirea Românilor | 1          |                        |                        |                        |                        |                        |                        |                        |                        |                        |

## Personalități născute aici
- Mihai Mihăiță (n. 1930), inginer, profesor universitar.